# 高野史緒
高野 史緒（たかの ふみお、女性、1966年9月14日 -）は、日本の小説家。

## 人物・来歴
本名・井上久美子。茨城県土浦市出身。茨城大学人文学部卒業。お茶の水女子大学大学院人文科学研究科修士課程（フランス近世史専攻）修了。日本SF作家クラブ会員。日本文藝家協会会員。
1988年、ニジンスキーをテーマとしたバレエ入り演劇脚本『エレヴァシオン』で第二回青山円形劇場脚本コンクールに佳作受賞（優秀作無しの年）。1994年、第六回日本ファンタジーノベル大賞に応募。『ムジカ・マキーナ』で最終選考を通過し、翌1995年、同作品で新潮社からデビューした。2012年「カラマーゾフの妹」で第五十八回江戸川乱歩賞受賞。
ヨーロッパを舞台とした、芸術と歴史、ことに音楽をテーマとしたSF的歴史改変小説を得意とする。イギリスのミュージシャン、音楽プロデューサーのトレヴァー・ホーンのファンとして知られ、作品のいくつかの「元ネタ」としていることを認めている。
夫はロシア映画研究者の井上徹（2023年6月12日死去）。医師で『看取りの医者』の著者、平野国美は遠縁の親戚に当たる。
2008年の長編『赤い星』以来、ロシア文化への傾斜を強くしている。2016年度から2018年度まで日本SF大賞選考委員。
2021年度、『まぜるな危険』で第42回日本SF大賞候補。2022年度、『カラマーゾフの兄妹 オリジナルバージョン』により第22回センス・オブ・ジェンダー賞SF初志貫徹賞を受賞。『グラーフ・ツェッペリン　あの夏の飛行船』で第44回日本SF大賞候補、及び『SFが読みたい！　2024年版』にて、国内第一位を獲得、第55回星雲賞日本長編部門を受賞。

## 作品リスト

### 単行本 (長編）
- 『ムジカ・マキーナ』（1995年 新潮社 / 2002年 ハヤカワ文庫）
- 『カント・アンジェリコ』（1996年 講談社 / 2013年 講談社文庫）
- 『架空の王国』（1997年 中央公論社 / 2006年 ブッキング）
- 『ヴァスラフ』（1998年 中央公論社）
- ウィーン薔薇の騎士物語シリーズ
  1. 『仮面の暗殺者』（2000年 中央公論新社 C★NOVELSファンタジア）
  2. 『血の婚礼』（2000年 中央公論新社 C★NOVELSファンタジア）
  3. 『虚王の歌劇』（2000年 中央公論新社 C★NOVELSファンタジア）
  4. 『奏楽の妖精』（2001年 中央公論新社 C★NOVELSファンタジア）
  5. 『幸福の未亡人』（2001年 中央公論新社 C★NOVELSファンタジア）
- 『アイオーン』（2002年 早川書房 ハヤカワSFシリーズ Jコレクション）
- 『ラー』（2004年 早川書房 ハヤカワSFシリーズ Jコレクション）
- 『赤い星』（2008年 早川書房 ハヤカワSFシリーズJコレクション）
- 『カラマーゾフの妹』（2012年 講談社 / 2014年 講談社文庫）
  - 『カラマーゾフの兄妹 オリジナル・ヴァージョン』（2022年 盛林堂ミステリアス文庫） - 『カラマーゾフの妹』の江戸川乱歩賞受賞時の改稿前オリジナル原稿
- 『翼竜館の宝石商人』（2018年 講談社 / 2020年 講談社文庫）
- 『大天使はミモザの香り』（2019年 講談社 / 2022年 講談社文庫）
- 『まぜるな危険』　（2021年　早川書房）
- 『グラーフ・ツェッペリン　あの夏の飛行船』（2023年　早川書房）
- 『ビブリオフォリア・ラプソディ　あるいは本と本の間の旅』（2024年　講談社）
- 『ルシファーは闇に煌めく　東京アクエンジェルオーケストラ2』（2025年、盛林堂ミステリアス文庫）
- 『アンスピリチュアル』（2025年　早川書房）

### 単行本 (短篇集）
- 『ヴェネツィアの恋人』（2013年 河出書房新社）
  - ガスパリーニ（1996年 早川書房 ハヤカワ・ミステリ・マガジン 1996年4月号）
  - 錠前屋（2000年 光文社文庫 異形コレクション17『ロボットの夜』、2001年 講談社 日本推理作家協会編『ザ・ベストミステリーズ 2001』 、2004年 講談社文庫 日本推理作家協会編『殺人作法』 ）
  - スズダリの鐘つき男（2002年 光文社文庫 異形コレクション21『マスカレード』）
  - 空忘の鉢（2003年、光文社文庫 異形コレクション28『アジアン怪綺（ゴシック）』）
  - ヴェネツィアの恋人（2005年 光文社文庫 異形コレクション34『アート偏愛（フィリア）』）
  - 白鳥の騎士（2005年 早川書房 S-Fマガジン　前編：2005年10月号、後編：2005年11月号）
  - ひな菊（2009年 早川書房 S-Fマガジン 2009年4月号）
- 『まぜるな危険』　早川書房　2021年
  - アントンと清姫
  - 百万本の薔薇
  - 小ねずみと童貞と復活した女
  - プシホロギーチェスキー・テスト
  - 桜の園のリディヤ
  - ドグラートフ・マグラノフスキー

### 短篇
- G線上のアリア（1997年 早川書房 S-Fマガジン 1997年2月号、2020年 ハヤカワ文庫JA 伴名練編『日本SFの臨界点［恋愛篇］ 死んだ恋人からの手紙』）
- 未来ニ愛ノ楽園（1997年 早川書房 S-Fマガジン 1997年9月号）
- ラー（1998年 早川書房 S-Fマガジン 1998年2月号）
- ツァラトゥストラはかく歌いき（1998年 アトリエOCTA 幻想文学　第53号）
- パリアッチョ（1999年 光文社文庫 異形コレクション14『世紀末サーカス』）
- 私のように美しい……（2002年 光文社文庫 異形コレクション23『キネマ・キネマ』）
- ヴィデオ・スターの悲劇（2002年 早川書房 S-Fマガジン 2003年1月号『ことのはの海　カタシロノ庭』）
- ミューズ（2003年 光文社文庫 異形コレクション26『夏のグランドホテル』）
- イスタンブール（ノット コンスタンティノープル）（2005年 光文社文庫 異形コレクション32『魔地図』）
- レニングラードの昼 ペテルブルクの夜（2009年 光文社文庫 異形コレクション42『幻想探偵』）
- アントンと清姫（2010年 早川書房 S-Fマガジン2010年9月号「東京SF化計画」）
- 百万本の薔薇（2012年 講談社 小説現代2012年12月号）（2013年、創元SF文庫『極光星群　年刊日本SF傑作選』収録）
- 悪魔的暗示（2013年12月 講談社 江戸川乱歩賞作家アンソロジー『デッド・オア・アライヴ』収録）
- 小ねずみと童貞と復活した女（2015年 『屍者たちの帝国』河出書房新社、再録：2016年 年刊日本SF傑作集『アステロイド・ツリーの彼方へ』創元SF文庫）
- 舟歌（2015年、人工知能学会誌「人工知能」Vol.30）（2017年 文春文庫『人工知能の見る夢は AIショートショート集』収録）
- ハンノキのある島で（2017年 小説現代4月号、日本文藝家協会編『短篇ベストコレクション 現代の小説2018の収録）
- グラーフ・ツェッペリン 夏の飛行（2018年 Amazon Single）
- 浜辺の歌（2019年 『NOVA 2019年秋号』河出書房新社）
- プシホロギーチェスキー・テスト（2019年 小説現代秋号乱歩賞特集）
- 本の泉　泉の本（2019年 S-Fマガジン2020年2月号）
- アイリーンの肖像（2020年 『幻想と怪奇 1 ヴィクトリアン・ワンダーランド 英國奇想博覧會』新紀元社）
- 二つと十億のアラベスク（U NEXT、Kindle Single 2020年）
- 桜の園のリディヤ（2021年　S-Fマガジン2021年4月号　漫画家の佐々木淳子と合作）
- フランス革命最初期における大恐怖と緑の人々問題について（樋口恭介・編『異常論文』）
- 未来への言葉（日本SF作家クラブ・編　『2084年のSF』　早川文庫）
- 秘密（日本SF作家クラブ・編　『AIとSF』　早川文庫）
- 楽園の泉の上で　（小説すばる2022年五月号掲載、『雨の中で踊れ　現代の小説ベストコレクション2023』（文春文庫、2023年）収録
- アッシャー家は崩壊しない　『幻想と怪奇　ショートショート・カーニヴァル』（新紀元社、2023年）収録
- 百合の名前　『幻想と怪奇　不思議な本棚　ショートショート・カーニヴァル』〈新紀元社、2024年〉収録
- 孤独な耳　『サイボーグ００９トリビュート』（河出書房新社、2024年）

### 外国語翻訳
- "La ciotola della vuota dimenticanza"　（「空忘の鉢」イタリア語訳）2011年、”La ciotola della vuota dimenticanza”『Alia Storie』翻訳:マッシモ・スマレ(Massimo Soumare'
- ”Lest You Remember”　（「空忘の鉢」英語訳）『Speculative Japan 3』Kurodahan Press、翻訳:ジム・ヒューバート(Jim Hubbert)
- "Anton and Kiyohime"　（「アントンと清姫」英語訳）　2012年、Tomo: Friendship Through Fiction?An Anthology of Japan TeenStories, Edited by Holly Thompson, Stone Bridge Press収録。翻訳:ハート・ララビー(Hart Larrabee) 。 2011年3月11日の東北・東日本大震災チャリティのための出版。
- "Barcarolle"  (「舟歌」英語訳)　2019年, Intelligence, Artificial and Human: Eight Science Fiction Tales by Japanese Authors, 翻訳:シャーニ・ウィルソン(Sharni Wilson) 。
- 接骨木之岛　（「ハンノキのある島で」中国語訳 ）　2019年　台海出版社『時光囚徒』　訳／祝力新
- "Anton e Kiyohime" （「アントンと清姫」イタリア語訳）　2020年, Delos Books, 翻訳:マッシモ・スマレ(Massimo Soumare'   2020年　Delos books 」
- "Swan Knight" （「白鳥の騎士」）2024年、Luna Press Publishing, Edinburgh　翻訳: Sharni Willson

### 翻訳
- ジョン・グリビン『ビッグバンとインフレーション　世界一短い最新宇宙論入門』（原文英語）2016年、Amazon Single

### アンソロジー編纂
- 『時間はだれも待ってくれない ２１世紀東欧ＳＦ・ファンタスチカ傑作集』（2011年9月 東京創元社）ISBN：978-4-488-01339-4 
  - 冷戦終結後、ほとんど紹介されなかった東欧幻想文学を21世紀に書かれた作品で構成するアンソロジー。東欧文学史上初、十カ国十言語を重訳なし、オリジナル言語からの直訳を実現。

### 評論
- 『ミステリとしての「カラマーゾフの兄弟」　スメルジャコフは犯人か？』　2013年5月　東洋書店 ISBN 4864591105　　　　
  - 大著『カラマーゾフの兄弟』の瑕疵に見える二か所は瑕疵ではなく、フョードル殺しの真犯人につながる証拠かもしれないとして、原著を精読。事件当日のタイムテーブル完全版を作成する等、精緻に名作を掘り起こして光を当てる。

### CD解説
- アート・オブ・ノイズ　『ドビュッシーの誘惑』2009年、ZTTアーカイブス、デラックス・エディショ

朗読版
　・『カラマーゾフの妹』　（Amazon Audible 　朗読:小長谷勝彦）
　・「二つと十億のアラベスク」　（Amazon Audible 　朗読:池澤春菜）

#### ランキング（長編のみ。データ不完全）
- 『ムジカ・マキーナ』　SFマガジン　ベストSF1995　国内長編部門第4位
- 『カント・アンジェリコ』　SFマガジン　ベストSF1996　国内長編部門7位
- 『架空の王国』　SFマガジン　ベストSF1997　国内長編部門7位
- 『アイオーン』　SFが読みたい！　2002年国内部門13位
- 『赤い星』　SFが読みたい！　2008年国内部門5位
- 『時間は誰も待ってくれない　21世紀東欧SF・ファンタスチカ傑作集』 SFが読みたい！　2008年海外部門 8位
- 『カラマーゾフの妹』　SFが読みたい！　2012年国内長編部門10位、本格ミステリベスト10　2012年国内部門11位、このミステリーがすごい！2013　2012年国内部門第7位、週刊文春ミステリーベスト10　2012国内部門第3位
- 『翼竜館の宝石商人』Apple Japanが選ぶ2018年ベストミステリー
- 『まぜるな危険』　第4回細谷正允賞受賞　第42回日本SF大賞候補　『SFが読みたい！　2022年版』国内作品第4位　2021年度センス・オブ・ジェンダー賞候補
- 『グラーフ・ツェッペリン　あの夏の飛行船』　『SFが読みたい！　2024年版』　国内第一位、第44回日本SF大賞候補　第55回星雲賞日本長編部門受賞

## 注
1. ↑  『高野史緒』 - コトバンク
2. ↑  『文藝家協会ニュース』2013年4月号